# Herb gminy Wisznia Mała
Herb gminy Wisznia Mała – jeden z symboli gminy Wisznia Mała, autorstwa Michała Marciniaka-Kożuchowskiego, ustanowiony 24 kwietnia 1996.

## Wygląd i symbolika
Herb przedstawia na tarczy w polu złotym czarną wieżę kościelną zwieńczoną kopułą i krzyżem z chorągwią (odniesienie do starej świątyni w Wysokim Kościele, z otwartymi zielonymi wrotami i umieszczonym w wejściu drzewem wiśni (nawiązanie do nazwy gminy). Nad herbem umieszczono tarczę herbową z symbolem archidiecezji wrocławskiej, otoczoną złotym wieńcem  zbożowym i zwieńczoną datą „1155” (z tego roku pochodzi pierwsza wzmianka o części miejscowości gminy). Rolę trzymaczy pełną dwa srebrne orły z mitrami książęcymi (nawiązujące do św. Jadwigi Śląskiej). Na dole tarczy umieszczono natomiast czerwoną wstęgę ze złotą nazwą gminy.